# كريس كروس (رواية)
كريس كروس هي رواية للكاتبة لين راي بيركنز حصلت على جائزة نيوبيري لعام 2006 للتميز في أدب الأطفال. تتضمن شخصية ديبي من روايتها السابقة كل وحده في الكون، ولكنها تقدم العديد من الشخصيات الجديدة، في المقام الأول أصدقاء الحي هيكتور وليني وفيل.

## الحبكة
تدور أحداث هذه القصة في سيلديم، خلال فصلي الربيع والصيف. تحكي قصص متقاطعة لمجموعة من أطفال المدارس المتوسطة. تلعب القلادة دورا مهما في جميع اللحظات المتقاطعة، حيث تساعد الشخصيات في الرواية على العثور على ذواتهم الحقيقية، مما يمنح الرواية لمسة من الواقعية السحرية.
عادةً ما تقضي ديبي الوقت مع أصدقائها الأربعة، باتي وهيكتور وليني. سيكون الصيف النمودجي بالنسبة لهم هو التسكع في جميع أنحاء المدينة والجلوس في شاحنة والد ليني الصغيرة والاستماع إلى الراديو. ومع ذلك، خلال هذه العطلة الصيفية انتقلت ديبي إلى الجزء الأمامي لصالون العائلة، ولديها غرفتها الخاصة. ثم تحصل على وظيفة لمساعدة امرأة مسنة. تلتقي بحفيد رئيستها بيتر ويقضيان أسبوعًا رومانسيًا سريعًا معًا. بعد فترة وجيزة عاد إلى مدينته في كاليفورنيا. يمر جميع الأصدقاء بتغييراتهم الخاصة طوال فصل الصيف، وينمون بطرقهم الخاصة. في النهاية لاستكمال صيفهم اقاموا حفلة جماعية وهم الآن أكثر نضجًا، ويستخدمون معرفتهم الجديدة للمضي قدما في الحياة.

## الاستقبال
وصفت تقييمات كيركس كريس كروس بأنها "عمل وجودي رقيق سيكافئ القراء الأكثر تفكيرًا في هذا العصر من ملحمة الحركة المنتشرة في كل مكان."  وفقًا لمجلة هورن بوك "تستخرج بيركنز في النثر الحزين المميز كل لحظة من الاتصال الضائع والتغيير الوشيك من خلال وعي مفرط منوم يذكرنا بالمراهقة نفسها."  2008 وصفت أنيتا سيلفي مؤلفة كتاب "أفضل 100 كتاب للأطفال " رواية كريس كروس في مقال في مجلة سكول لايبراري جورنال  بأنها واحدة من العديد من الفائزين الجدد بجائزة نيوبيري الذين اعتبرهم أمناء المكتبات العامة "مخيبين للآمال بشكل خاص". 